# Selin Oruz
Selin Oruz (12 de março de 1997) é uma jogadora de hóquei sobre a grama alemã, medalhista olímpico

## Carreira
Selin Oruz integrou o elenco da Seleção Alemã Feminina de Hóquei Sobre Grama, nas Olimpíadas de 2016, conquistando a medalha de bronze.
Ela é irmã do também jogador de hóquei Timur Oruz.